# Leni
Leni er en italiensk by (og kommune) i regionen Sicilien i Italien, med omkring 682(2023) indbyggere.  